# Wasilij Mołokow
Wasilij Siergiejewicz Mołokow (ros. Василий Сергеевич Молоков, ur. 1 lutego?/13 lutego 1895 we wsi Irininskoje w guberni moskiewskiej, zm. 29 grudnia 1982 w Moskwie) – radziecki lotnik polarny, generał major lotnictwa, Bohater Związku Radzieckiego (1934).

## Życiorys
Skończył szkołę wiejską, pracował w warsztacie i w fabryce m.in. jako młocarz i ślusarz, we wrześniu 1915 został powołany do rosyjskiej armii, służył we Flocie Bałtyckiej. Uczestniczył w I wojnie światowej. Od lutego 1918 był wojskowym Armii Czerwonej, brał udział w wojnie domowej, m.in. w walkach z Korpusem Czechosłowackim nad Wołgą i zachodnimi interwentami na północy, w 1921 ukończył szkołę lotników morskich w Samarze, w latach 1921-1923 służył w lotnictwie morskim Floty Bałtyckiej. W 1924 skończył wojskową lotniczą szkołę lotników morskich w Sewastopolu, gdzie następnie był lotnikiem-instruktorem, w lipcu 1931 został przeniesiony do rezerwy i podjął pracę pilota w lotnictwie cywilnym, latał na Syberię, od sierpnia 1932 dowodził oddziałem lotnictwa polarnego Głównego Zarządu Północnej Drogi Morskiej (Gławsiewmorputi). W kwietniu 1934 brał udział w ratowaniu tonących pasażerów statku SS Czeluskin, wykonując 9 lotów na samolocie R-5 z lądowaniami na lodowym lądowisku i ratując 39 osób. Otrzymał za to tytuł Bohatera Związku Radzieckiego (był trzecią osobą wyróżnioną tym tytułem). Wykonał wiele lotów na Arktykę. W listopadzie 1936 ponownie został powłany do służby czynnej w armii, od marca 1938 do kwietnia 1942 był szefem Głównego Zarządu Lotnictwa Cywilnego, od czerwca 1942 pełnomocnikiem Państwowego Komitetu Obrony ds. weryfikacji przebiegu budowy trasy lotniczej Syberia-Alaska, a w latach 1942-1943 szefem Instytutu Lotniczo-Badawczego. Brał udział w wojnie z Niemcami, w maju-czerwcu 1943 dowodził 244 Bombową Dywizją Lotniczą Frontu Południowo-Zachodniego, a od czerwca 1943 do maja 1945 213 Nocną Bombową Dywizją Lotniczą Frontu Zachodniego i 3 Białoruskiego, uczestniczył w operacji orłowskiej, smoleńskiej, białoruskiej, memelskiej, gumbinnenskiej i wschodniopruskiej. Po wojnie dowodził dywizją bombowców w Białoruskim Okręgu Wojskowym, 1946-1947 był zastępcą szefa Służby Hydrometeorologicznej przy Radzie Ministrów ZSRR, w sierpniu 1947 został przeniesiony do rezerwy. Od 20 lutego 1941 do 5 października 1952 był członkiem Centralnej Komisji Rewizyjnej WKP(b). W latach 1935–1937 był członkiem Centralnego Komitetu Wykonawczego ZSRR, a 1937-1946 deputowanym do Rady Najwyższej ZSRR 1 kadencji. Został pochowany na Cmentarzu Kuncewskim.

## Upamiętnienie
W Krasnojarsku postawiono jego pomnik. Jego imieniem nazwano ulice w Moskwie, Briańsku, Krasnojarsku, Penzie, Azowie, Artiomie, Artiomowskim, Borowsku, Wiczudze, Jenisejsku, Kizlu, Orsku, Soczi, Czkałowsku, Szachtach i Orszy.

## Awanse
- pułkownik (15 grudnia 1936)
- kombrig (22 lutego 1938)
- komdiw (9 lutego 1939)
- generał major lotnictwa (4 czerwca 1940)

## Odznaczenia
- Złota Gwiazda Bohatera Związku Radzieckiego (20 kwietnia 1934)
- Order Lenina (trzykrotnie - 20 kwietnia 1934, 27 czerwca 1937 i 30 kwietnia 1945)
- Order Czerwonego Sztandaru (dwukrotnie - 3 listopada 1944 i 13 maja 1945)
- Order Suworowa  II klasy (19 kwietnia 1945)
- Order Kutuzowa II klasy (22 lipca 1944)
- Order Wojny Ojczyźnianej I klasy (12 grudnia 1943)
- Order Czerwonej Gwiazdy (19 września 1936)

I medale.